# Accacidia limitata
Accacidia limitata är en insektsart som beskrevs av Dlabola 1979. Accacidia limitata ingår i släktet Accacidia och familjen dvärgstritar.
Artens utbredningsområde är Saudiarabien. Inga underarter finns listade i Catalogue of Life.